# Alfredo Carricaberry
Alfredo Demetrio Carricaberry (Colón, 8 ottobre 1900 – 23 settembre 1942) è stato un calciatore argentino, di ruolo ala destra.
Con la nazionale ha vinto il Campeonato Sudamericano de Football nel 1927 e una medaglia d'argento ai giochi olimpici del 1928.

## Carriera

### Club
Carricaberry iniziò la sua carriera da calciatore nelle giovanili del Club Foresta di Buenos Aires e successivamente militò nell'Estudiantil Porteño, prima di approdare al San Lorenzo nel 1919.
Debuttò in prima squadra il 25 aprile 1920 contro il Racing Avellaneda. Il San Lorenzo perse 2-1 e Carricaberry segnò l'unico gol della sua squadra.
Nel San Lorenzo rimase fino al 1930. In totale giocò 274 gare di campionato, realizzando 104 gol. Vinse i campionati del 1923 e 1924, organizzati dall'AAm, e quello del 1927 organizzato dall'AAF.
Vinse anche due Cope Rio de La Plata: nel 1923 segnando il gol decisivo dell'1-0 nella finale contro l'Atlético Wanderers e nel 1927 sempre con lo stesso risultato avendo la meglio sul Rampla Juniors.
Nel 1931 si trasferì all'Huracán e disputò cinque stagioni, segnando solamente una rete. Ritornò nel 1935 all'Estudiantil Porteño per una breve esperienza, per poi concludere la sua carriera nell'Argentinos Juniors.

### Nazionale
Vestì per la prima volta la maglia della nazionale nel 1922.
Nel 1927 vinse il Campeonato Sudamericano de Football. L'Argentina dominò quella edizione, segnando 15 reti in 3 partite. Carricaberry realizzò una doppietta nella partita inaugurale Argentina-Bolivia (7-1) e un gol nell'ultima partita Argentina-Perù (5-1). Con le sue tre marcature fu anche capocannoniere insieme ad altri quattro giocatori.
Nel 1928 vinse la medaglia d'argento ai giochi olimpici di  Amsterdam.

## Palmarès

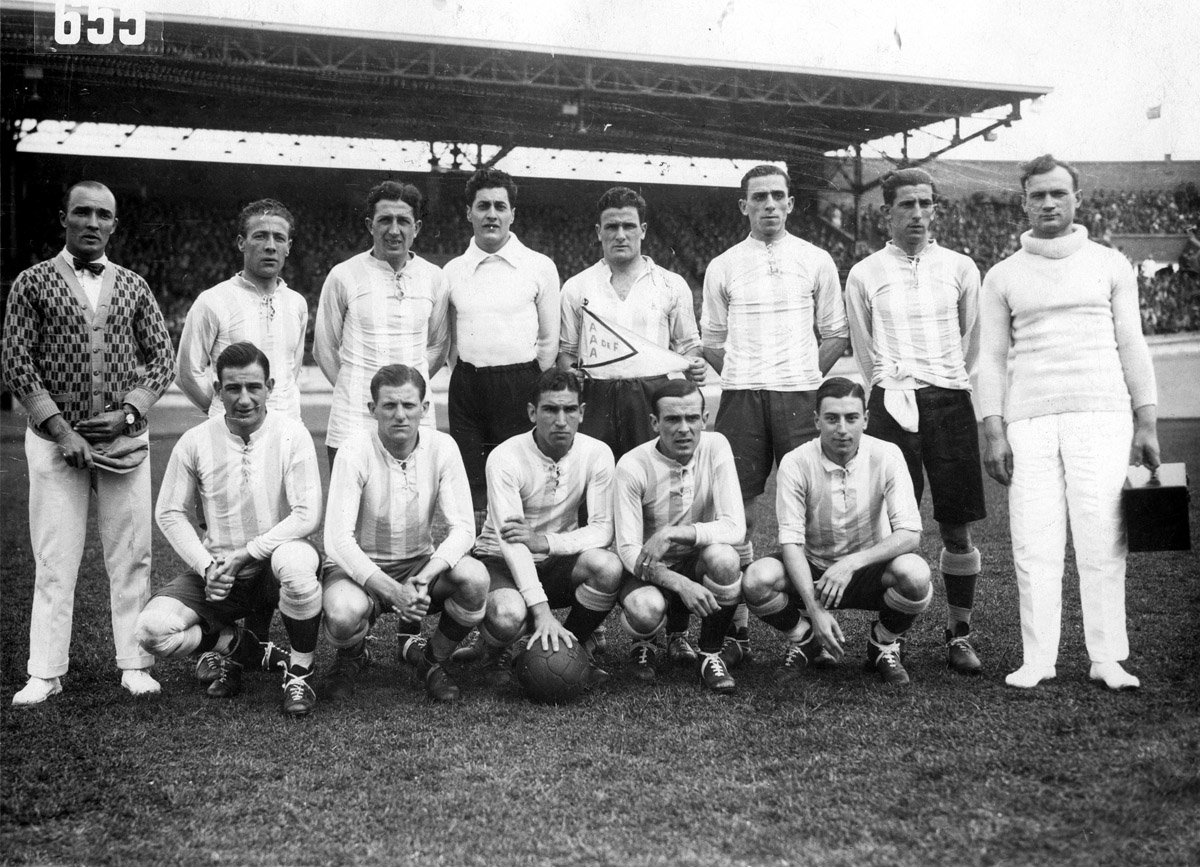
La squadra argentina alle olimpiadi del 1928. Carricaberry è il primo seduto da sinistra.

### Club

#### Competizioni nazionali
- Campionato argentino: 3 [1]

San Lorenzo: 1923, 1924, 1927

#### Competizioni internazionali
- Copa Rio de La Plata: 2

San Lorenzo: 1923, 1927

### Nazionale
- Campeonato Sudamericano de Football: 1

Perù 1927
- Argento olimpico: 1

Amsterdam 1928

### Individuale
- Capocannoniere del Campeonato Sudamericano de Football: 1

1927 (3 gol)